# Дождевая вода
1. перенаправление Юйшуй (значения)